# Mimmi och Mojje
Mimmi och Mojje är en svensk TV-serie som sänts på TV4 sedan 2007. Medverkande är bl.a. Mimmi Sandén, Morgan "Mojje" Johansson, Robin Wearquist, Anders Erikson, Hanna Hedlund, Ricke Furubom och Stefan Roos.
Stefan Roos är regissör för samtliga, dock inte Mimmi och Mojje på turné, som är skapad av Emil Ullberger

## Säsong 1
- Mimmi och Mojje

## Säsong 2
- Mimmi och Mojje på turné

## Säsong 3
- Mimmi och Mojje i Karibien

## Säsong 4
- Mimmi och Mojje i fjällen

## Säsong 5
- Mimmi & Mojje – Den mystiska Mallorcapärlan

## Säsong 6
- Mimmi & Mojje på camping

## Säsong 7
- Mimmi och Mojje – Vampyrernas återkomst